# Willie Reid (szkocki piłkarz)
Willie Reid, właśc.  William Reid (ur. 3 maja 1884 w Baillieston, zm. 13 maja 1964 tamże) – szkocki piłkarz występujący na pozycji napastnika oraz trener.
Jako zawodnik Rangers dwukrotnie sięgnął po tytuł króla strzelców Scottish Division One – w sezonach 1910/1911 oraz 1911/1912, zdobywając odpowiednio 38 i 33 bramki. Z zespołem Rangers pięciokrotnie triumfował w rozgrywkach ligowych, zdobywając mistrzostwo Szkocji w latach 1911, 1912, 1913, 1918 i 1920.
W reprezentacji Szkocji zadebiutował 6 marca 1911 w zremisowanym 2:2 meczu British Home Championship z Walią. Swojego pierwszego gola w kadrze zdobył 18 marca 1911 w wygranym 2:0 pojedynku tego samego turnieju z Irlandią. W latach 1911–1914 rozegrał w drużynie narodowej dziewięć spotkań i strzelił cztery bramki.